# Calleulype placida
Calleulype placida là một loài bướm đêm trong họ Geometridae.